# Ashland (Kansas)
Ashland è un comune (city) degli Stati Uniti d'America e capoluogo della contea di Clark nello Stato del Kansas. La popolazione era di 867 persone al censimento del 2010.

## Geografia fisica
Ashland è situata a 37°11′12″N 99°46′09″W (37.186803, -99.769259).
Secondo lo United States Census Bureau, ha un'area totale di 1.68 miglia quadrate (4.35 km²).

## Storia
Ashland è stata fondata nel 1884. Essa prende il nome dalla città di Ashland nel Kentucky. Il primo ufficio postale ad Ashland è stato creato nel 1885.

## Società

### Evoluzione demografica
Secondo il censimento del 2010, c'erano 867 persone.

### Etnie e minoranze straniere
Secondo il censimento del 2010, la composizione etnica della città era formata dal 92,7% di bianchi, lo 0,9% di nativi americani, lo 0,5% di asiatici, lo 0,1% di oceanici, il 2,3% di altre razze, e il 3,5% di due o più etnie. Ispanici o latinos di qualunque razza erano l'8,8% della popolazione.